# Zouan-Hounien
Zouan-Hounien  è una città e sottoprefettura della Costa d'Avorio appartenente al dipartimento di Zouan-Hounien. Conta una popolazione di 82 434 abitanti (censimento 2014).